# Gomphales
Gomphales is een botanische naam, voor een orde van paddenstoelen: de naam is gevormd uit de familienaam Gomphaceae. 

## Families
Volgens de Index Fungorum is de samenstelling de volgende:
- orde Gomphales
  - familie Clavariadelphaceae
  - familie Gautieriaceae
  - familie Gomphaceae
  - familie Lentariaceae